# Ilse Totzke
Ilse Sonja Totzke (Strasburgo, 4 agosto 1913 – Haguenau, 23 marzo 1987) è stata una musicista tedesca che aveva studiato a Würzburg, stringendo amicizia con numerosi ebrei. Denunciata alla Gestapo dopo la promulgazione delle leggi di Norimberga del 1935, iniziò un'amicizia con Ruth Basinski, una flautista di talento ebrea con la quale tentò di fuggire in Svizzera. Consegnate entrambe ai tedeschi dalle guardie svizzere, Basinski fu mandata nel campo di concentramento di Auschwitz, dove fece parte dell'orchestra femminile di Auschwitz), mentre Totzke fu dapprima fatta ritornare a Würtzburg e nel maggio 1943 inviata nel campo di concentramento di Ravensbrück. Sopravvissuta, fu riconosciuta Giusta tra le nazioni nel marzo 1995..

## Biografia
Nata il 4 agosto 1913 a Strasburgo, Ilse Sonje Totzke era la figlia dell'attrice alsaziana Sofie Wilhelmine Huth e di Ernst Otto Totzke, che dirigeva l'orchestra del teatro. Nel 1919 si trasferì a Mannheim con il padre, mentre la madre rimase a Strasburgo dove morì nel 1920. Dopo aver completato gli studi a Ludwigshafen, nel 1932 Ilse Totzke si trasferì a Würzburg dove studiò pianoforte, violino e direzione d'orchestra al Conservatorio di Stato della Baviera.
Nel novembre del 1935 fu coinvolta in un grave incidente in moto che apparentemente non le permise di continuare gli studi. Tuttavia si scoprì che il vero motivo era che continuava a mantenere rapporti di amicizie con gli ebrei, si rifiutava di fare il saluto nazista e si comportava da lesbica.
Nonostante le leggi di Norimberga emanate nel 1935, che proibivano i rapporti tra ariani ed ebrei, Totzke continuò le sue amicizie. Fu ripetutamente denunciata alla Gestapo ma fu solo nell'ottobre 1941 che costretta a firmare una dichiarazione in cui affermava che un'ulteriore disobbedienza avrebbe portato al trasferimento in un campo di concentramento. In occasione di una visita a Berlino nel 1942, la moglie di un ebreo di Würzburg chiese a Totzke di contattare Ruth Basinski, un'ex studentessa dell'Accademia per le scienze dell'ebraismo, per inviare un messaggio a suo figlio. Totzke incontrò Basinski, strette amicizia con lei e trascorse almeno una notte nel suo appartamento. Un'altra volta cercò di trovare Basinski a Berlino, nel febbraio 1943, ma i vicini le dissero che si trovava ad Augustrasse, in attesa di deportazione. Totzke convinse Basinski a fuggire con lei in Svizzera e il 26 febbraio attraversarono il confine vicino a Durmenach ma furono rimandate indietro dalle guardie di frontiera svizzere. La notte seguente fecero un altro tentativo, ma questa volta le guardie svizzere le consegnarono ai tedeschi. Basinski fu rimandata a Berlino e successivamente deportata ad Auschwitz.

Totzke fu rimandata a Würzburg dove, durante il suo interrogatorio, affermò:
()
Successivamente fu inviata al campo di concentramento di Ravensbrück il 12 maggio 1943. Come flautista nell'orchestra di Ravensbrück, sopravvisse fino alla liberazione degli Alleati il 26 aprile 1945. Poco si sa della sua vita dopo, ma a quanto pare tornò in Alsazia dove morì ad Haguenau il 23 marzo 1987. Il 23 marzo 1995 venne riconosciuta dallo Yad Vashem come Giusta tra le Nazioni.